# Raški zaljev
Raški zaljev zaljev je na istočnoj obali Hrvatske Istre jugozapadno od Labina. Donji je dio nekadašnje doline rijeke Raše, koji je potopljen mlađim postglacijalnim izdizanjem morske razine. 
Dug je oko 12 km, prosječne širine približno 1 km. Dubina zaljeva varira od 44 m na ulazu u zaljev do 10 m kraj luke Bršica; dalje prema ušću nastavljaju se pličine s dubinama manjim od 3 m. Raša svojim nanosima postupno zatrpava zaljev, što se može primjetiti duž zapadne obale. Strane Raškoga zaljeva su strme i nepristupačne, građene uglavnom od vapnenca, a obrasle su oskudnom sredozemnom vegetacijom.

## Povijest
U 1. tisućljeću pr. Kr. Raški zaljev i rijeka Raša bili su granica između Histra i Liburna. U doba Rimskoga Carstva, Raša je bila granično područje između Italije i Ilirika. Cesta koja je povezivala Polu s Tarsaticom nije prolazila današnjom trasom, već preko Raškoga zaljeva. Srednjovjekovno hrvatsko kraljevstvo također se protezalo do rijeke Raše. Važnost Raškoga kanala raste u 14. st., kada se gradi utovarna luka za ugljen Bršica. Za talijanske uprave započela je melioracija donje doline Raše, koja se s vremenom pretvara u plodno tlo. Nakon 1945. luka Bršica proširena je izgradnjom terminala za drvo i stoku.

## Poveznice
- Raša
- Istra
- Zaljev